# Friedrich Luger
Friedrich Luger, vollständig Friedrich Peter Ludwig Luger (* 17. April 1813 in Lübeck; † 1890 ebenda) war ein deutscher evangelisch-lutherischer Geistlicher und Autor.

## Leben
Friedrich Luger war Sohn eines Kaufmanns. Er wuchs in Lübeck auf, wo er zu Ostern 1833 am Katharineum (gemeinsam mit Ernst Curtius und Robert Christian Avé-Lallemant) das Abitur ablegte. Anschließend studierte er, unterstützt durch das Schabbel-Stipendium, evangelische Theologie. Den Bestimmungen der Stiftung gemäß verfasste er zum Abschluss seiner Studien eine biblisch-theologische Arbeit in lateinischer Sprache, die er 1838 auf Deutsch veröffentlichte.
Er war zunächst als Lehrer an der sogenannten Kandidatenschule, dem späteren Progymnasium Dr. Bussenius tätig. Am 16. Oktober 1845 wurde er zum Archidiaconus (2. Pastor) am Dom zu Lübeck berufen. Hier wirkte er fast 40 Jahre bis zu seiner Emeritierung 1894. Er trat als Verfasser von Predigtsammlungen in Erscheinung. Sein Nachfolger wurde Christian Reimpell.
Er war befreundet mit Philipp Friedrich Mader, dem deutschen Pastor in Nizza.
Seit Januar 1847 war er verheiratet mit Amanda, geb. Reuter aus Schönböcken. Das Paar lebte im Predigerhaus des Doms in der Effengrube 2 (alte Hausnummer Marienquartier 800); im Ruhestand wohnte er in der Sophienstraße 1. Er wurde am 28. Mai 1890 auf dem Friedhof an der St.-Jürgen-Kapelle in Lübeck beigesetzt.

## Werke
- Ueber Zweck, Inhalt und Eigenthümlichkeit der Rede des Stephanus Apostelgeschichte Cap. 7 : nebst einem Versuche zur Lösung ihrer geschichtlichen Schwierigkeiten. Lübeck: Asschenfeldt 1838 (Digitalisat)
- Heinrich Pestalozzi: ein Beitrag zur Feier seines Andenkens. Hamburg: Agentur des Rauhen Hauses 1846
- Christus unser Leben. Göttingen: Vandenhoeck und Ruprecht
  - Band 1: Zwanzig Predigten mehrentheils über die evangelischen Pericopen. 1855
  - Band 2, 1858
  - Band 3: Frühpredigten über freigewählte Texte 1868
  - Band 5: Und nun, Kinderlein, bleibet bei Ihm! Predigten aus den letzten Jahren der Amtsführung. 1886
  - 2. Auflage der Bände 1–2 Göttingen: Vandenhoeck und Ruprecht 1870
- Aus der Zeit und für die Zeit: 10 Predigten, gehalten in den Kriegsmonaten des Jahres 1870. Göttingen: Vandenhoeck und Ruprecht 1871